# Сігіберт II
Сігіберт II (*Sigebert II, 602  —613) — франкський король Австразії та Бургундії у 613 році.

## Життєпис
Походив з династії Меровінгів. Позашлюбний син Теодоріха II, короля Бургундії та Австразії. Після раптової смерті останнього у 613 році, прабабця Брунгільда оголосила Сігіберта новим королем.
Втім незабаром серед австразійської знаті на чолі із Піпіном Ланденським і Арнульфом Мецьким виник намір запросити на трон Хлотаря II, короля Нейстрії. Замість перспективи опинитися знову під владою старої королеви, вони зволіли розпочати переговори з Хлотарем заради збереження власної незалежності. В свою чергу Брунгільда зажадала відмовитися від Австразії, але той запропонував вирішити суперечку на зборах франків.
Хлотар висунув своє військо в Австразію і дійшов до Кобленця. Обидві армії зустрілися, але, оскільки більша частина магнатів Австразії і Нейстрії була у змові, війська розійшлися без бою. Брунгільда з Сігібертом II і його малолітніми братами укрилася в стінах Вормса.
Тоді Брунгільда відправила Сігіберта II до Тюрінгії в супроводі майордома Варнахара, Альбоіна і інших знатних франків, щоб схилити зарейнських германців на свій бік. При цьому вона дала секретне розпорядження Альбоіну, щоб той убив Варнахара і інших супутників, якщо ті захочуть перейти на бік Хлотаря II. Альбоін розірвав і викинув листа Брунгільди, але Варнахар підібрав клаптики листа і зрозумів, що його життя перебуває в небезпеці. На зворотному шляху Варнахар підмовив бургундів вбити Брунгільду і всіх синів Теодоріха II і перейти на бік Хлотаря II.
Сігіберт II, зібравши військо, виступив назустріч Хлотарю II, але напередодні битви його армія на чолі із майордомами Варнахаром і Радоном зрадили, перейшовши на бік супротивника. Переслідуючи Сігіберта II, король Нейстрії дійщов до Сони, де полонив Брунгільду, Сігіберта II і двох його братів Крамна і Меровея. Ще один брат, Хільдеберт, втік, і його більше ніхто ніколи не бачив. Сігіберт II і Крамн були страчені, а Меровея, хрещеника Хлотаря II, було відправлено до Нейстрії під нагляд графа Інгобада. Після цього Хлотар II став одноосібним володарем всього франкського королівства.